# Parasmermus tonkinensis
Parasmermus tonkinensis är en skalbaggsart som beskrevs av Stefan von Breuning 1969. Parasmermus tonkinensis ingår i släktet Parasmermus och familjen långhorningar. Inga underarter finns listade i Catalogue of Life.